# Tríada 14K

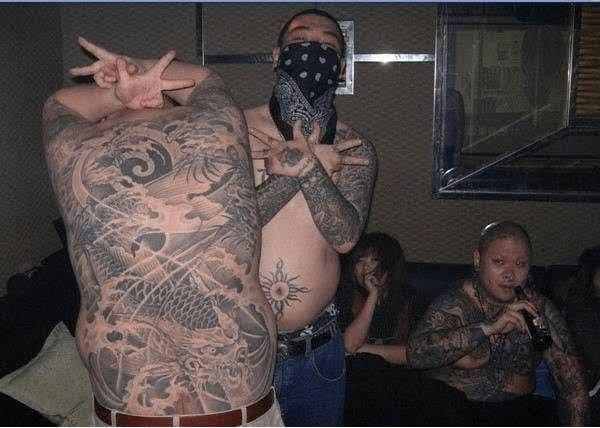
Miembros de la tríada 14k.

La tríada 14K (十四K) es una organización criminal china radicada en Hong Kong e implicada en diversas actividades delictivas a escala internacional. Es la segunda tríada más grande del mundo por número de miembros (aproximadamente 25 000, divididos en treinta subgrupos) y mantiene una fuerte rivalidad con Sun Yee On, la tríada con la mayor cantidad de integrantes a nivel mundial.

## Actividades delictivas
El 14K es responsable del tráfico de drogas a gran escala en todo el mundo, la mayor parte heroína y opio de China o el sudeste asiático. Este es su negocio principal en términos de generación de ingresos, pero también están involucrados en juegos de azar ilegales, usurpación de préstamos, lavado de dinero, asesinato por encargo, tráfico de armas, prostitución, trata de personas, extorsión, falsificación y, en menor medida, robos con allanamiento de morada.

## Historia
14K fue fundada por el Teniente general del Kuomintang Kot Siu-wong en Guangzhou, China, en el año 1945, como un grupo de acción anticomunista. Sin embargo, la organización se trasladó a Hong Kong en 1949, cuando el Kuomintang huyó a Taiwán ante el avance del Partido Comunista de China, que había salido victorioso de la guerra civil china. En un principio, la organización contaba con 14 miembros que estaban afiliados al Kuomintang, de ahí el nombre 14K. No obstante, algunas fuentes afirman que el número 14 hace referencia a la dirección postal de una antigua sede de la banda, mientras que la letra K representa a Kowloon.
En comparación con otras tríadas, 14K es una de las tríadas hongkonesas de mayor tamaño y agresividad, carente además de una jerarquía interna centralizada. De hecho, los conflictos violentos entre las distintas facciones adscritas a la organización están fuera de control, dado que ningún capo ("cabeza de dragón" según la estructura de mando de las tríadas) puede imponer su dominio sobre todas las facciones de 14K a escala internacional.
Aunque la organización controla sus negocios ilegales tradicionales en Hong Kong y se ha expandido más allá de las fronteras de la excolonia británica, continúa manteniendo su orientación ideológica sinocéntrica. A este respecto, cabe mencionar que las tríadas hongkonesas, entre ellas 14K, también han extendido sus actividades criminales a la China continental, sobre todo para evitar el escrutinio policial y las redadas antibandas en su Hong Kong de origen.
A lo largo de la década de 1990, 14K era considerada "la tríada más grande del mundo". En 1997, se produjeron varios incidentes violentos relacionados con la rivalidad entre tríadas en Hong Kong, que dejaron un saldo de 14 fallecidos. Dicha rivalidad se manifestó en el desafío de Shui Fong, una tríada menor, a la mucho más poderosa 14K. En 1998, un pistolero supuestamente vinculado con la organización asesinó a un ciudadano portugués e hirió a otro en la terraza de una cafetería en Macao. Al año siguiente, un tribunal portugués condenó por varios delitos a Wan Kuok-koi (apodado Broken Tooth Koi, 崩牙駒), quien en aquel entonces tenía 45 años, y lo sentenció a 15 años de prisión. Esta condena se debió en parte a las sospechas de que 14K, liderada en aquel entonces por Koi, era responsable de varios drive-by, algunos intentos de asesinato y una serie de atentados con bombas lapa en automóviles. Por añadidura, siete de los asociados de Koi fueron sentenciados a penas menores. Desde la redada de 1999 en Macao, que condujo a las detenciones anteriormente mencionadas, 14K ha resurgido en ciudades estadounidenses como San Francisco y Chicago, otras urbes como Vancouver, Calgary y Toronto en Canadá o Sídney en Australia, y también ha hecho acto de presencia en Reino Unido. Pese a su expansión internacional, la organización ha reducido drásticamente su visibilidad pública, ya que esta había aumentado demasiado a causa de la detención de Koi. A principios del siglo XXI, 14K cooperó con Abu Sayyaf en los secuestros de Sipadan de 2000.
En agosto de 2008, la organización estuvo presuntamente implicada en el notorio secuestro de una familia china en Nueva Zelanda, cerca de Papatoetoe, Auckland. Su objetivo era exigir un rescate, pero los secuestradores fueron finalmente capturados por las autoridades antes de que se pagase la suma acordada.

## Estructura
La tríada 14K se compone esencialmente de una serie de sub-tríadas que solo son simbólicamente parte de la tríada al tener una estructura organizativa y redes personales similares. Están descentralizados y son muy flexibles, sin un líder general que comande a la Tríada como un todo..
La estructura tradicional de la tríada es la siguiente: el líder de una tríada se conoce como 489 o San Chu, el segundo al mando generalmente se divide en dos roles diferentes llamados Vanguardia o el maestro del incienso con el número de rol 438. La Vanguardia está al mando del reclutamiento mientras que el maestro del incienso dirige los rituales ceremoniales. Los siguientes en la cadena de mando son los Red Poles o 426s que son los ejecutores de la tríada, los 415 o "White Paper Fans" que se encargan del trabajo administrativo, y los 432 o Straw Handles que actúan como mediadores entre otras tríadas. Los miembros regulares sin roles de liderazgo se llaman simplemente soldados o 49s.

### Reclutamiento
El grupo usualmente trata de reclutar varones jóvenes. En California ha habido casos de miembros de 14K que reclutan adolescentes en áreas asiáticas densamente pobladas como San Francisco o el condado de Orange. En Hong Kong, los miembros de 14K normalmente reclutaban a adolescentes en las áreas más pobres, como Kowloon, Kwun Tong o Tuen Mun, y también apuntaban a ciertas escuelas..

### Rol femenino en la organización
Con respecto al papel de las mujeres, tienen un papel relativamente pequeño en la organización ya que la tríada 14K es una sociedad predominantemente masculina.

## Actividad internacional

### África

#### Sudáfrica
Dos grupos de 14K, 14K-Hau y 14K-Ngai, se encuentran entre siete organizaciones criminales chinas que operan en Sudáfrica, representadas tanto en Ciudad del Cabo como en Johannesburgo, y se especializan principalmente en extorsión y el tráfico de abulón (en el 2000, el ingreso bruto estimado los ingresos de la exportación ilegal de abulón a Hong Kong fueron de 32 millones de dólares estadounidenses).

### Asia

#### Japón
La Agencia Nacional de Policía declaró en 1997 que 14K había estado expandiendo sus operaciones en Japón desde la década de 1980 y tenía sucursales en Fukuoka, Osaka, Sapporo y Tokio, cada una con al menos 1,000 miembros El 14K en Japón ha estado involucrado en la falsificación de tarjetas de crédito y ha cooperado con grupos yakuza en la importación de un gran número de inmigrantes chinos ilegales.

#### Filipinas
La tríada 14K ha estado involucrada en el contrabando de armas a Abu Sayyaf y, según los informes, también ha cooperado con el grupo islámico en el lavado y transmisión del dinero del rescate, tomando un porcentaje de los rescates a cambio de su ayuda.

#### Tailandia
El 14K es el sindicato criminal chino más grande que opera en Tailandia. Un botín de 100 kilogramos (220,5 lb) de heroína con destino a los Estados Unidos confiscada durante una operación en Bangkok en enero de 2000 se atribuyó al 14K. Además de la heroína, el 14K también está involucrado en el contrabando y venta de la anfetamina ya ba; utilizando Bangkok como base comercial y de tráfico, transportan y distribuyen la droga fabricada en Birmania a la industria de narcóticos tailandesa. La afluencia de otras pandillas y sindicatos chinos a Tailandia ha llevado a una serie de guerras territoriales entre el 14K y grupos rivales más pequeños, luchando por el territorio tanto en Tailandia como en secciones de la vecina Camboya.

### Europa

#### Bélgica y Países Bajos
La tríada 14K ha estado activa en los Países Bajos desde la década de 1970, cuando miembros de la banda controlaban restaurantes chinos en numerosas ciudades del país. 
Las autoridades policiales holandesas creen que el 14K tomó el control total de la importación de heroína a los países del Benelux en 1987. La línea establecida por el 14K es una conexión directa con Hong Kong a través de Bangkok, el principal punto de tránsito. En los Países Bajos, el 14K se divide en celdas de siete a diez personas (principalmente en Ámsterdam) que funcionan como puestos de relevo para mover la heroína a otras partes de Europa. Sin embargo, las autoridades creen que Bélgica ahora juega un papel igualmente importante; los laboratorios de heroína que fueron descubiertos en los Países Bajos han sido reensamblados en Flandes, con fuertes bases en Bruselas y Amberes. Un punto de apoyo en Bélgica también ha acercado a los narcotraficantes a los bancos de lavado de dinero de Luxemburgo. En 1998, el jefe de la agencia de seguridad de Bélgica declaró sobre las organizaciones criminales chinas en el país: "Incluyen varios cientos de asiáticos y tienen una fuerte característica familiar. Sus actividades son muy diversas, y también incluyen [además de los narcóticos] juegos de azar y talleres ilegales. También están desarrollando el blanqueo de capitales, tanto a pequeña escala (restaurantes, etc.) como a gran escala como proyectos inmobiliarios e incluso industriales”. Por ejemplo, el 14K controla los casinos de apuestas ilegales en Amberes. Bélgica y los Países Bajos forman dos esquinas de una ruta triangular de narcóticos de la Tríada 14K; la tercera esquina es París.

#### Francia
El 14K se encuentra entre las tríadas líderes en Francia, donde ha cooperado con la mafia turca, albanesa y grupos criminales nigerianos en el tráfico de heroína.

#### España
El 14k tiene una rama operando en Madrid, según autoridades españolas.

#### Irlanda
El inicio de las actvidades del 14k en Irlanda datan desde julio de 1979, cuando el 14K intentó tomar el control de las estafas de protección de una pandilla china con sede en Dublín, lo que llevó a una pelea de pandillas mortal que resultó en dos muertes. Tony Lee, supuestamente un miembro de alto rango de la rama Cork de 14K, fue asesinado junto con Michael Tsin de la facción rival de Dublín. En agosto de 1983, doce miembros del 14K fueron arrestados en Limerick por intentar extorsionar a los dueños de un restaurante chino en la ciudad. Se creía que nueve de los hombres habían venido del Reino Unido. Durante la operación, se encontró un arsenal que incluía cuchillos, picos, barras y garrotes. El 14K y otras tríadas se afianzaron firmemente en Irlanda en los 80´s cuando se abrieron un gran número de restaurantes chinos en Cork y Dublín. La asociación de la tríada sigue siendo muy activa, pero ahora opera en grupos más pequeños dirigidos por miembros y parientes lejanos de la familia Nam y Tsin. Se cree que los subjefes, jefes y soldados de alto rango tienen tatuado "14K" usando tinta mezclada con sangre que ha sido bendecida por Kuang Kong. Esto diluye la tinta y da un efecto desteñido que simboliza la vida en el purgatorio.
Los Cables diplomáticos filtrados obtenidos por el Irish Independent en 2011 incluían informes de inteligencia de la Garda Síochána (policía irlandesa) sobre organizaciones criminales chinas en el país, específicamente las actividades del 14K y su rival Wo Shing Wo. Las actividades delictivas denunciadas de las tríadas incluyeron el tráfico de mujeres y niños de China a Irlanda, participación en casinos y lavado de dinero. Gardaí también informó de una gran interacción entre las bandas chinas que operan en Irlanda y Escocia.

#### Reino Unido
El 14K fue la primera sociedad de tríadas en llegar al Reino Unido, surgiendo de las comunidades chinas de Londres, Birmingham, Liverpool y Mánchester] durante la posguerra. Aunque casi todos los grupos de tríadas que operaban en el Reino Unido en ese momento estaban afiliados al 14K, cada uno operaba independientemente del 14K de Hong Kong y, en general, se veían entre sí como rivales. Otras sociedades de la tríada no llegaron al país hasta 1964 cuando el Partido Laborista alentó la inmigración a gran escala, trayendo una gran afluencia de diáspora de Hong Kong.
Si bien está activo predominantemente en Birmingham y el norte de Inglaterra, El 14K también tiene una fuerte presencia en Londres, donde ha estado involucrado en guerras territoriales con sus rivales Wo Shing Wo, así como con las pandillas snakehead fujianeses. El 3 de junio del 2003 el presunto miembro de 14K You Yi He, que era objeto de una investigación policial sobre tráfico de personas en el momento de su muerte, fue asesinado a tiros en el barrio chino de Londres. El 14K también ha luchado contra Wo Shing Wo por el control de las extorsiones en Glasgow. Además, los dos grupos también han cooperado en el contrabando de cigarrillos en Escocia.  En julio de 2003, los miembros de 14K fueron emboscados en un ataque con machetes en la Sauchiehall Street de Glasgow por parte de Wo Shing Wo en una disputa por el control de las estafas de protección.

### América del Norte

#### Canadá
El 14K ha estado entre las sociedades de tríadas más activas de Canadá, mantiene un capítulo en Toronto. Inicialmente, el grupo estaba compuesto por miembros de Hong Kong, pero luego se reclutaron de la comunidad vietnamita, mientras que también absorbía los restos de las extintas Ghost Shadows. En 1988, el Servicio de Inteligencia Criminal de Canadá (CISC) estimó el número de miembros en la sucursal de Toronto de 14K en 150, con alrededor de 40 criminalmente activos en el tráfico de heroína, contrabando de inmigrantes, robo y extorsión.
El sindicato Sam Gor está compuesto por 14K y otras tríadas y tiene raíces canadienses y liderazgo de Big Circle Boys.

#### México
Informes de inteligencia del Fiscal General de la República y la Agencia de Control de Drogas de Filipinas han indicado que la tríada 14K se encuentra entre los proveedores de materias primas utilizadas en la fabricación de metanfetamina para el Cártel de Sinaloa.

#### Estados Unidos
El 14K tiene presencia en Nueva York, California, Chicago, Boston y Houston. El 14K ha tenido conexiones con el liderazgo de la tríada Ping On en Boston y Wah Ching en San Francisco. 
El miembro de alto rango de 14K, Hui Sin Ma, también conocido como Frank Ma, nació en China pero emigró ilegalmente a los EE. UU. en la década de 1980, comenzó su carrera criminal en Boston y San Francisco antes de finalmente establecerse en Queens, Nueva York donde se asoció con On Leong Tong y su pandilla juvenil Ghost Shadows, así como con la Hip Sing Tong junto con su pandilla juvenil Dragones voladores. En Queens (estado de Nueva York), supervisó el tráfico de heroína, las apuestas ilegales, una red de robo de autos de lujo, extorsiones y contrabando de inmigrantes. Ma ordenó numerosos asesinatos para proteger su empresa criminal. En 1996, huyó a China para evitar ser detectado por la policía, pero luego regresó a los EE. UU. y fue arrestado en 2003. En 2010, fue declarado culpable de cargos de asesinato y narcóticos y sentenciado a cadena perpetua. La policía describió a Frank Ma como "uno de los últimos padrinos asiáticos".

### Oceanía

#### Australia
El 14k se encuentra entre los principales grupos responsables del tráfico de metanfetamina en Australia.

#### Nueva Zelanda
La policía de Nueva Zelanda ha declarado que el 14K es el sindicato del crimen asiático más poderoso que opera en el país, donde están involucrados en la importación de pseudoefedrina (un precursor químico en la fabricación ilícita de metanfetamina) de Hong Kong y China continental. que venden a las bandas locales de narcotraficantes, los Head Hunters MC y los Hells Angels.
En agosto de 2008 el 14K supuestamente estuvo involucrado en un secuestro de alto perfil de una familia china cerca de Papatoetoe, Auckland. El plan era exigir un rescate, pero fueron encontrados antes de que se pagara el dinero.

## En la cultura popular
14K aparece en el videojuego de 2012 Sleeping Dogs como antagonista de la tríada Sun Yee On, con la que mantiene una relación de enemistad en el mundo real. No obstante, los nombres de ambas organizaciones en el juego difieren de los reales: 14K es denominada "18K," y Sun Yee On, "Sun On Yee".